# Universíada de Verão de 1983
A XII Universíada de Verão foi realizada em Edmonton, no Canadá, entre 1 e 12 de julho de 1983.

## Medalhas
O quadro de medalhas é uma lista que classifica as Federações Nacionais de Esportes Universitários (NUSF) de acordo com o número de medalhas conquistadas. O país em destaque é o anfitrião.
| Ordem                                                 | País                | Medalha de ouro | Medalha de prata | Medalha de bronze |     |  |
| ----------------------------------------------------- | ------------------- | --------------- | ---------------- | ----------------- | --- |  |
| 1                                                     | URS União Soviética | 58              | 30               | 25                | 113 |  |
| 2                                                     | USA Estados Unidos  | 12              | 20               | 22                | 54  |  |
| 3                                                     | CAN Canadá          | 9               | 10               | 19                | 38  |  |
| 4                                                     | ITA Itália          | 8               | 11               | 6                 | 25  |  |
| 5                                                     | ROU Romênia         | 6               | 10               | 11                | 27  |  |
| 6                                                     | CHN China           | 5               | 5                | 3                 | 13  |  |
| 7                                                     | NGR Nigéria         | 5               |                  |                   | 5   |  |
| 8                                                     | GBR Grã-Bretanha    | 3               | 3                | 3                 | 9   |  |
| 9                                                     | FRA França          | 2               | 4                | 5                 | 11  |  |
| 10                                                    | JPN Japão           | 2               | 3                | 4                 | 9   |  |
|                                                       |                     |                 |                  |                   |     |  |
| 16                                                    | BRA Brasil          | 1               |                  | 2                 | 3   |  |
| Os demais países lusófonos não conquistaram medalhas. |                     |                 |                  |                   |     |  |

## Modalidades
Essas foram as modalidades disputadas. Os números entre parênteses representam o número de eventos de cada modalidade:

### Obrigatórias
As modalidades obrigatórias são determinadas pela Federação Internacional do Esporte Universitário (FISU) e, salvo alteração feita na Assembléia Geral da FISU, valem para todas as Universíadas de Verão.
| - Atletismo (40) - Basquetebol (2) - Esgrima (8) | - Ginástica artística (14) - Natação (30) - Polo aquático (1) | - Saltos ornamentais (4) - Tênis (5) - Voleibol (2) |

### Opcional
As modalidades opcionais são determinadas pela Federação Nacional de Esportes Universitários (National University Sports Federation - NUSF) do país organizador.
- Ciclismo (12)